# Selge
Selge (Σέλγη) fou una ciutat de Psídia al sud de les muntanyes del Taure, prop del Eurimedon. Estrabó la considerava una colònia grega lacedemònia. L'acròpoli portava el nom de Cesbedium (Κεσβέδιον). Per les seves excel·lents lleis locals, va esdevenir la principal ciutat de Pisídia i les més poblada (va arribar a poder mobilitzar 20000 homes).
Alexandre el Gran va passar prop de Selge i la ciutat li va enviar una ambaixada per la qual es va declarar la seva amiga; en aquest moment la ciutat estava en guerra amb Telmissos.
Durant el govern d'Aqueos (223-214 aC) a l'Àsia Menor, la ciutat estava en guerra amb Pednelissos que va demanar ajuda al sàtrapa-rei. Serge fou atacada per Aqueos, i quant estava a punt de ser conquerida va demanar la pau i la va obtenir pagant 400 talents, retornant els presoner de Pednelissos i pagant posteriorment 300 talents addicionals.
Després d'això no torna a ser esmentada però sens dubte va romandre independent fins que es va sotmetre a Roma. L'esmenta Ptolemeu però no Plini, però queden inscripcions i monedes.
Sota l'imperi va entrar en decadència i al segle v era una ciutat petita però encara forta, que va poder rebutjar un atac dels gots que havien arribat fins a l'Àsia Menor.
Les seves ruïnes són probablement a uns 15 km al nord de Bujak, ruïnes considerables amb molt de material (muralles, temples, edificis, tombes...) però en mal estat.